# Speonomus leleupi
Speonomus leleupi es una especie de escarabajo del género Speonomus, familia Leiodidae. Fue descrito por Henri Coiffait en 1953. Se encuentra en Francia.